# بوانتولول
بوانتولول (Bevantolol) دارویی است که هم به عنوان یک بتابلاکر و هم به عنوان یک مسدودکننده کانال کلسیمی عمل می‌کند.